# イスタンブール・カップ
イスタンブール・カップ（İstanbul Cup）はトルコのイスタンブールで開催されている女子テニス大会。2011年から3年間はWTAツアー選手権開催のため休止されていた。

## 歴代優勝者

### シングルス
| 年        | 優勝者                           | 準優勝者                 | 決勝結果              |
| --------- | -------------------------------- | ------------------------ | --------------------- |
| 2005      | ビーナス・ウィリアムズ           | ニコル・バイディソバ     | 6–3, 6–2              |
| 2006      | シャハー・ピアー                 | アナスタシア・ミスキナ   | 1–6, 6–3, 7–6(3)      |
| 2007      | エレーナ・デメンチェワ           | アラバン・レザイ         | 7–6(5), 3–0, 途中棄権 |
| 2008      | アグニエシュカ・ラドワンスカ     | エレーナ・デメンチェワ   | 6–3, 6–2              |
| 2009      | ベラ・ドゥシェビナ               | ルーシー・ハラデツカ     | 6–0, 6–1              |
| 2010      | アナスタシア・パブリュチェンコワ | エレーナ・ベスニナ       | 5–7, 7–5, 6–4         |
| 2011-13年 | 開催なし                         | 開催なし                 | 開催なし              |
| 2014      | キャロライン・ウォズニアッキ     | ロベルタ・ビンチ         | 6–1, 6–1              |
| 2015      | レシア・ツレンコ                 | ウルシュラ・ラドワンスカ | 7–5, 6–1              |
| 2016      | ジャグラ・ブユカクジャイ         | ダンカ・コビニッチ       | 3–6, 6–2, 6–3         |
| 2017      | エリナ・スビトリナ               | エリーズ・メルテンス     | 6–2, 6–4              |
| 2018      | ポーリーン・パルマンティエ       | ポロナ・ヘルツォグ       | 6–4, 3–6, 6–3         |
| 2019      | ペトラ・マルティッチ             | マルケタ・ボンドロウソバ | 1–6, 6–4, 6–1         |
| 2020      | パトリシア・マリア・ティグ       | ウージニー・ブシャール   | 2–6, 6–1, 7–6(4)      |

### ダブルス
| 年        | 優勝者                                                | 準優勝者                                          | 決勝結果          |
| --------- | ----------------------------------------------------- | ------------------------------------------------- | ----------------- |
| 2005      | マルタ・マレーロ アントネッラ・セッラ・ザネッティ     | ダニエラ・クレメンシッツ サンドラ・クレメンシッツ | 6–4, 6–0          |
| 2006      | アリョーナ・ボンダレンコ アナスタシア・ヤキモワ       | サニア・ミルザ アリシア・モリク                   | 6–2, 6–4          |
| 2007      | アグニエシュカ・ラドワンスカ ウルシュラ・ラドワンスカ | 詹詠然 サニア・ミルザ                             | 6–1, 6–3          |
| 2008      | ジル・クレイバス オリガ・ゴボツォワ                   | マリーナ・エラコビッチ ポロナ・ヘルツォグ         | 6–1, 6–2          |
| 2009      | ルーシー・ハラデツカ レナタ・ボラコバ                 | ユリア・ゲルゲス パティ・シュナイダー             | 2–6, 6–3, [12–10] |
| 2010      | エレニ・ダニリドゥ ジャスミン・ヴェール               | マリア・コンドラチェワ ブラディミラ・ウーリロバ   | 6–4, 1–6, [11–9]  |
| 2011-13年 | 開催なし                                              | 開催なし                                          | 開催なし          |
| 2014      | 土居美咲 エリナ・スビトリナ                           | オクサナ・カラシニコワ ポーラ・カニア             | 6–4, 6–0          |
| 2015      | ダリア・ガブリロワ エリナ・スビトリナ                 | ジャグラ・ブユカクジャイ エレナ・ヤンコビッチ     | 5-7, 6-1, [10-4]  |
| 2016      | アンドレア・ミトゥ イペク・ソイル                     | クセーニャ・クノル ダンカ・コビニッチ             | 不戦勝            |
| 2017      | ダリラ・ヤクポビッチ ナディヤ・キチェノク             | ニコール・メリチャー エリーズ・メルテンス         | 7–6(6), 6–2       |
| 2018      | 梁辰 張帥                                             | クセーニャ・クノル アナ・スミス                   | 6–4, 6–4          |
| 2019      | ティメア・バボシュ クリスティナ・ムラデノビッチ       | アレクサ・グラッチ サブリナ・サンタマリア         | 6–1, 6–0          |
| 2020      | アレクサ・グアラチ デシラエ・クラウチェク             | エレン・ペレス ストーム・サンダース               | 6–1, 6–3          |